# Trichozonus escalerae
Trichozonus escalerae är en mångfotingart som beskrevs av Carl 1905. Trichozonus escalerae ingår i släktet Trichozonus och familjen Fuhrmannodesmidae. Inga underarter finns listade i Catalogue of Life.